# Weinviertler Schnellstraße
Droga ekspresowa S3 (Weinviertel Schnellstraße) – droga ekspresowa w Austrii, w kraju związkowym Dolna Austria o długości 35 km, łącząca autostradę A22 (Stockerau) z Guntersdorfem. Przebiega przez region winiarski Weinviertel (stąd nazwa drogi). Posiada przekrój jednojezdniowy z trzema pasami ruchu (tzw. 2+1). Przejazd całym jej odcinkiem jest płatny w postaci winiety. Jej przedłużenie w kierunku granicy z Czechami (Kleinhaugsdorf / Hatě) stanowi droga krajowa B303 Weinviertler Straße długości 20,8 km.